# 姚彝
姚彝（677年—716年9月16日），陕州硖石县（今河南省三门峡市东南）人。唐朝官员，宰相姚崇的长子。
光禄少卿姚彝在父亲担任宰相时，与弟宗正少卿姚留司东都，广招宾客，受纳贿赂，于是被当时的议论所讥讽。崔沔曾经调查此事。姚崇于是推荐崔沔有史才，让他转任为著作郎，来去其实权。姚彝后来担任邓州、海州二州刺史，封虢县开国子。开元四年八月廿六日（716年9月16日）卒于东都慈惠里，年四十。

## 子孙
- 姚闿，越州长史
  - 姚，门下典仪
  - 姚俟，太常寺太祝
- 姚阆，郫令
  - 姚倍，须山令
  - 姚伦，扬州大都督府仓曹参军
  - 姚但
- 姚𬮱，魏州贵乡令
  - 姚侑（747年—802年），朝散郎、前试詹事府司直兼蕲州黄梅令
    - 姚成宗，太庙斋郎
    - 姚成允，亳州蒙城县尉
    - 姚成则
    - 姚成功

  - 姚伾
    - 姚珙，霍山令
- 姚闶，太子司议郎
- 姚，河南丞
  - 姚偁，泾县主簿
    - 姚勗，谏议大夫

  - 姚偕，监察御史
    - 姚烈，殿中侍御史内供奉

## 資料來源
- 《旧唐书》姚崇传
- 《新唐书》姚崇传